# Munktorps kontrakt
Munktorps kontrakt var ett kontrakt i Västerås stift. Det upplöstes 1995 då församlingarna överfördes till flera olika kontrakt.

## Administrativ historik
Kontraktet omfattade ursprungligen (motsvarande området för Snevringe härad)
- Lillhärads församling som 1934 övergick till Domprosteriet
- Rytterne församling som 1971 övergick till Domprosteriet
- Bergs församling som vid upplösningen övergick till Mellersta Västmanlands kontrakt
- Kolbäcks församling som vid upplösningen övergick till Mellersta Västmanlands kontrakt
- Ramnäs församling som vid upplösningen övergick till Mellersta Västmanlands kontrakt
- Sura församling som vid upplösningen övergick till Mellersta Västmanlands kontrakt
- Svedvi församling som 1943 namnändrade till Hallstahammars församling och som vid upplösningen övergick till Mellersta Västmanlands kontrakt
- Säby församling som vid upplösningen övergick till Mellersta Västmanlands kontrakt
- Munktorps församling som vid upplösningen övergick till Mälardalens kontrakt

1962 tillfördes från Köpings kontrakt
- Odensvi församling som vid upplösningen övergick till Mälardalens kontrakt

## Kontraktsprostar
- Gabriel Holstenius 1636-1638